# Amelora ubidistis
Amelora ubidistis är en fjärilsart som beskrevs av Turner. Amelora ubidistis ingår i släktet Amelora och familjen mätare. Inga underarter finns listade i Catalogue of Life.